# Petrovsko
Petrovsko es un municipio de Croacia en el condado de Krapina-Zagorje.

## Geografía
Se encuentra a una altitud de 350 m s. n. m. a 63,1 km de la capital nacional, Zagreb.

## Demografía
En el censo 2011, el total de población del municipio fue de 2695 habitantes, distribuidos en las siguientes localidades:
- Benkovec Petrovski - 149
- Brezovica Petrovska - 115
- Gredenec - 106
- Mala Pačetina - 104
- Petrovsko - 203
- Podgaj Petrovski - 257
- Preseka Petrovska - 277
- Rovno - 121
- Slatina Svedruška - 386
- Stara Ves Petrovska - 177
- Svedruža - 369
- Štuparje - 395